# Queen City Storm
Die Queen City Storm waren eine US-amerikanische Eishockeymannschaft aus Sharonville, Ohio. Das Team spielte in der Saison 2010/11 in der All American Hockey League.

## Geschichte
Die Queen City Storm wurden 2010 als Franchise der All American Hockey League gegründet. Am 12. August 2010 bestätigte die Liga offiziell die Aufnahme der Mannschaft. Als erster Cheftrainer der Franchise-Geschichte wurde Jack Collins verpflichtet, der in der Saison 2009/10 mit den Evansville IceMen die Meisterschaft der AAHL gewinnen konnte. Noch während ihrer ersten Saison stellte das Team den Spielbetrieb ein, nachdem die Mannschaft lediglich 17 Begegnungen absolviert hatte.